# Матей воевод (квартал)
Матей воевод (на румънски: Matei Voievod) е квартал на град Търговище (Румъния), където етническите българи са мнозинство от населението.
Той е известен като квартал на сърбите. Така наричали всички български бежанци през Средновековието в южната част на днешна Румъния, за да се избегне експулсиране на граждани, тъй като българските земи по това време са били под османското владичество.

## История
През 1851 година общо 57 български семейства напускат село Бълени, окръг Дъмбовица и се установяват около град Търговище.
До 9 декември 1854 година постоянно заселелите се българи, заедно с местните жители правят основно възстановяване на църквата „Св. Нифон“, призната още оттогава като Църквата на Сърбите и създават гробище, чрез даряването на земи, известно като гробище на сърбите.
През 1890 година свещеникът Николае Григоре Арама създава сръбско селското смесено училище № 3 с градска програма, която през 1915 г. се премества на ново място, благодарение на дарение от индустриалеца Джоузеф Самуили, където днес е Общо училище № 3 Смаранда Георгиу.
През 1906 година с участие на 163 души в град Търговище се създава Народна банка „Градина“, която действа до национализацията през 1948 година.
Чрез „Административният закон“ през 1936 година, по член 257, крайградският квартал е превърнат в самостоятелна Община Матей Воевод до 1952 г., с кметство, училище, църква и собствено гробище.
През годините когато квартала е имал собствена администрация, се установява че липсват държавни институции, които да допринасят за по-добър живот (набор на културни домове, диспансер, детска градина, детски ясли и др.). В следващите години, българската общност от Търговище под чадъра на Селскостопанската организация Търговище и без подкрепата на управляващите органи, успява да изгради диспансер № 4 през 1960 г., голямата зала на културния дом през 1962 г., Детската градина № 7 през 1971 г., малка зала на културния дом през 1975 г., Детските ясли (днес седалището на общинската полиция) през 1979 година.
След промените от 1989 година настъпват промени. Липсата на институциите и на възможността за изразяване довеждат до силен процес на денационализация и асимилация на българите.

## Население
През 2012 година асоциация „Заедно“ оценява броят на българите в квартала на над 3000 души.

## Култура

### Редовни събития
- Тодоровден (или Конски Великден)[3]

### Организации
- Асоциация „Заедно“ – неправителствена организация на българите в Търговище[2]

## Личности
- Васил Костаки, председател на асоциация „Заедно“[2]